# Haibao-Pagode
Die Haibao-Pagode (chinesisch 海宝塔, Pinyin Hǎibǎo tǎ oder 宁夏银川海宝塔,  Níngxià Yínchuān Hǎibǎo tǎ), auch Heibao-Pagode (黑宝塔,  Heibao ta), Hebao-Pagode (赫宝塔,  Hèbǎo tǎ) oder Nördliche Pagode (Bei ta) genannt, ist eine im Turmstil errichtete Ziegelpagode in einem nördlichen Vorort von Yinchuan im Autonomen Gebiet Ningxia. Ursprünglich soll sie im 5. Jahrhundert in der Zeit des Xia-Herrschers Helian Bobo (赫連勃勃,  Hèlián Bóbó) der Zeit der Sechzehn Reiche errichtet worden sein. Die heutige Pagode stammt aus der Qianlong-Ära der Zeit der Qing-Dynastie. Sie ist 53,6 m hoch.
Die Haibao-Pagode (Haibao ta) steht seit 1961 auf der Liste der Denkmäler der Volksrepublik China (1-76).